# Bungalotis astylos
Bungalotis astylos är en fjärilsart som beskrevs av Pieter Cramer 1780. Bungalotis astylos ingår i släktet Bungalotis och familjen tjockhuvuden. Inga underarter finns listade i Catalogue of Life.

## Bildgalleri

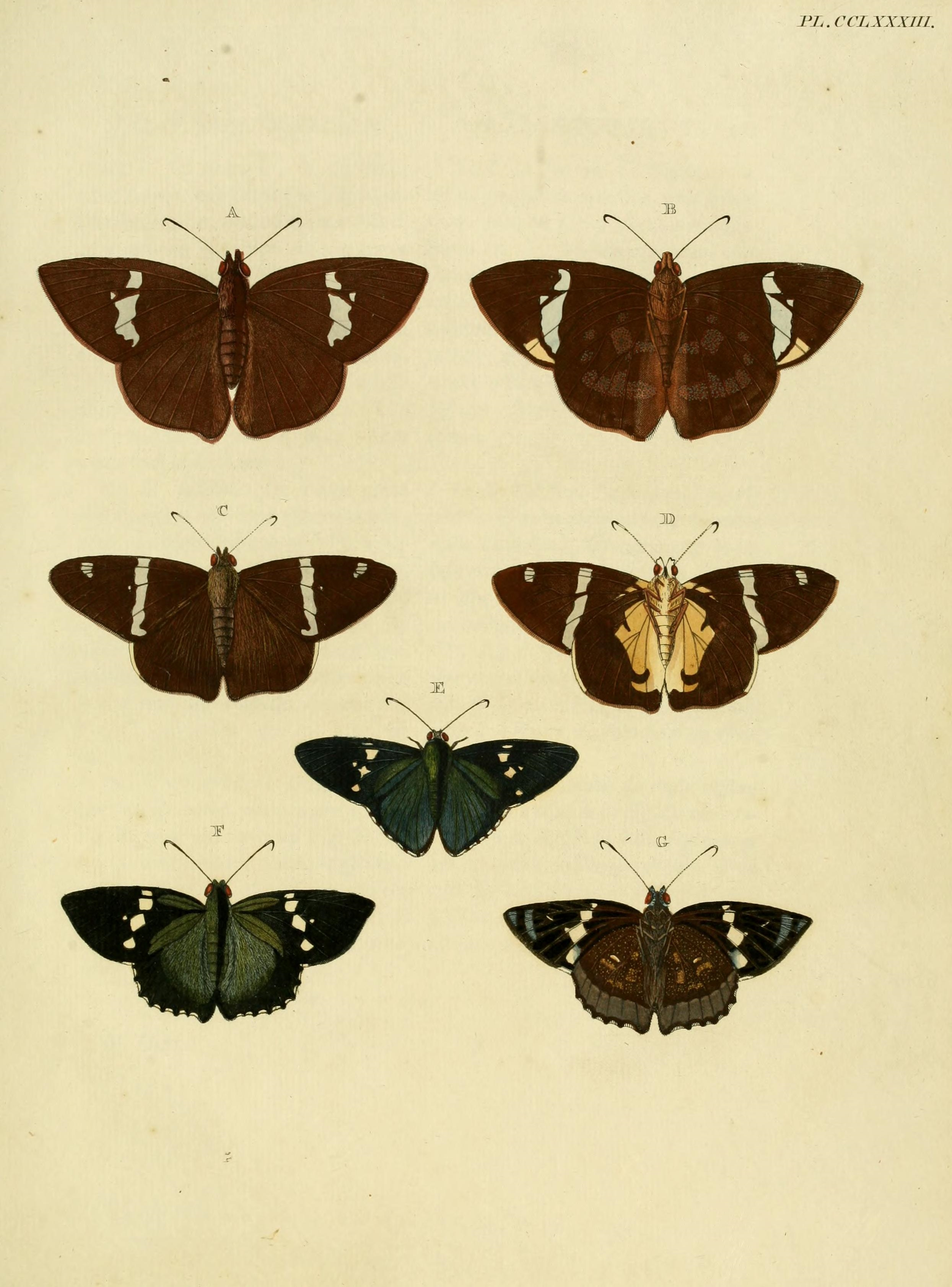